# Handstützüberschlag
Handstützüberschlag ist ein Überbegriff verschiedener Elemente aus dem Gerätturnen und der Sportakrobatik. Bei allen Handstützüberschlagbewegungen handelt es sich um eine Rotation um 360°. Momentane Drehachsen sind die Handstützstelle sowie die Stützstelle Fuß-Boden. Man unterscheidet zwischen vorwärts, rückwärts und seitwärts ausgeführten Handstützüberschlägen.
Beispiele für vorwärts ausgeführte Handstützüberschläge sind der Handstandüberschlag oder der Bogengang vorwärts. Bekannte rückwärts ausgeführte Handstützüberschlagbewegungen sind der Flickflack oder der Bogengang rückwärts. Zu den Handstützüberschlägen seitwärts gehören Rad und Radwende.